# Аджун Ълъджалъ
Али Аджун Ълъджалъ (на турски: Ali Acun Ilıcalı) (роден на 29 май 1969 в Одрин) е турски телевизионен оператор, предприемач, международен телевизионен продуцент и бизнесмен. Той е собственик на телевизионните канали TV8 и TV8.5, турската цифрова платформа Exxen. Той е основател и директор на ACUNMEDYA, международна телевизионна продуцентска компания.
Няколко документални филма и програми са направени за живота на Ълъджалъ, обхващащи кариерата му от спортен репортер до медиен магнат. От 2018 г. до 2021 г. той е включен сред 500-те най-влиятелни бизнесмени в сектора на медиите и развлеченията от списание Variety.

## Биография
Аджун Ълъджалъ е роден на 29 май 1969 в Одрин като 2-ро дете на Ергюн и Илкнур Ълъджалъ. Има брат Юмер Ълъджалъ. Завършва основното си образование в Одрин, след това гимназиално в Maarif College (Кадъкьой) и Анадолската гимназия в Истанбул. Записва се в ELT отдел в университета Гази, но се отказа, тъй като решава да работи по телевизията.
За първи път се жени на 19 години, от който брак има дъщеря Бану. Когато е на 21 години и 9 месеца, след раждането на дъщеря му, губи семейството си. По-късно претърпява развод с първата си жена. През 2003 година се жени повторно – за Зейнеп Ълъджалъ, от която има 2 дъщери – Лейля и Ясемин. През 2013 г. му се ражда четвъртата дъщеря Мелиса от приятелката му Шейма Субашъ.

## Кариера
През 1995 година отваря магазин за панталони, но фалира. След това започва кариера в телевизията като спортен репортер и получава повишение в резултат на успеха си. След няколко години започва да прави собствени предавания в няколко различни телевизионни програми.
В крайна сметка, той основава продуцентска компания, наречена „Acun Medya“ през 2004 г. С тази продуцентска компания той продуцира много телевизионни предавания като O Ses Türkiye (турската версия на The Voice), Yetenek Sizsiniz Türkiye (турската версия на серията Got Talent), Survivor (турската версия на Survivor) и Yok Boyle Dans (Най-добрият танц).

## Награди
- Награда за най-добър водещ